# Маркетинг
Маркетинг (от английски: marketing) е съвкупността от научни, организационни, технически и други дейности, свързани с проучване състоянието и перспективите за развитие, подобряване и пазара на вече съществуващ продукт.

## История
Схващането за маркетинг възниква в началото на ХХ век в Северна Америка. Оттогава то търпи постоянно развитие. Първоначално се ограничава до пазарни проучвания и определяне възможностите за пласмент. Широко възприето и общо определение го разглежда като откриване, снабдяване, задоволяване и задържане на потребители. Днес Американската маркетингова асоциация (AMA, American Marketing Association) го разглежда като създаване, разгласяване и предоставяне стойност на пазара и управляване отношенията с него за взаимна облага на представители и потребители. Британският Хартиран институт по маркетинг (СIМ, Chartered Institute of Marketing) го разглежда като идентифициране, предугаждане и задоволяване на потребителско търсене с оглед печалба.
Типичните действия, съставящи маркетинга, включват:
1. Проучвания на търсенето (пазарни сондажи);
2. Изтъкване на причини за нови изделия и услуги (решения);
3. Нагаждане на предлаганите решения към пазарните изисквания;
4. Разгласа (реклама и външни връзки или „пиар“);
5. Продаване или пласмент на решенията.

Взаимодействието между различни дисциплини в маркетинга се изразява с понятието маркетингова смес (на английски: Marketing Mix).
Маркетингът става повсеместен в организационните схеми на предприятията от напредналите икономики след Втората световна война. Разпространява се като обособена и обхватна съчетаваща функция из развитите икономики през 1960-те години. В този си вид достига световен мащаб към 1990-те години. До 1980-те години маркетингът се смята за по-малко или повече творческо поприще. Съвременната теория за маркетинга обаче до голяма степен почива върху икономически схващания като добавена стойност и стойност в обращение. Нарастващата намеса на ред други научни дисциплини – психология, социология, антропология и статистика – превръщат маркетинга в своеобразна сборна, по определен начин научна дисциплина, все по-широко преподавана и във висши учебни заведения от 1960-те години насам.

## Образецът „4P“ – критика и развитие
Според традиционния образец маркетингът действа в четири основни насоки, наричани „4Р“ по инициалите на английските им названия: Product (изделие или услуга – днес все повече сборно наричани „решения“), Price (цена), Place (място), Promotion (изтъкване, разгласа). Този образец е предмет на постоянни разработки и критика от 1960-те години насам. Според водещи практиканти и учени съвременното стопанско съревнование не се изчерпва със създаване на по-съвършени и изгодни решения и удачното им разпространяване. То продължава с насърчаване на потребителя да е привързан към решението и предан към марката. Това се нарича клиентски-ориентирана стратегия (Customer Oriented Strategy).
Клиентски-ориентираната стратегия приема, че при свободна конкуренция изборът между еднакво полезни решения е огромен. Това поставя изграждането на надграждащ пазарен облик за предприятието и марката на по-преден план от частното изтъкване и пласиране на дадено решение. Възникващият нов маркетингов подход – Управляване взаимоотношенията с клиента, променя подхода на предприятията, най-вече в разгласата, обслужването и пласмента.
- Изделие или услуга (решение) (product)

Примерни проблеми в продуктовата политика: Порше
- Мениджмънт при пускане на нов продукт

- Как трябва да протече въвеждането на нови продукти?
Напр. Порше Кайен
- Мениджмънт на етаблираните продукти

- Как може да се промени вече съществуващата продуктова програма?
Напр. SUV до спортните коли
- Марков мениджмънт

- Как марката може да се използва за други продуктови групи?
Напр. Порше Дизайн (очила, ръкавици, куфари)
- Ценообразуване (price)

Примерни проблеми в ценовата политика: T-Mobile
- Ценово диференциране

- Как могат клиентите да бъдат накарани да купуват на различни цени?
Напр. Разнообразие в тарифите, отговарящи на нуждите на клиентите.
- Пласмент, разпространяване (place)

Примерни проблеми в пласментната политика: Deutsche Bank
- Създаване на пласментната система

- По кои канали трябва да се пласира стоката ?
Напр. по много канали: чрез филиали, онлайн, по телефона
- Изтъкване, разгласа и съобщения (promotion)

Примерни проблеми в комуникационната политика:
- Инструменти на комуникационната политика

- Кои от тези инструменти трябва да се използват?
Напр. директна реклама (брошури в пощенската кутия), телевизия, радио, обяви във вестника, интернет
- Бюджет

- Как се определя разпределението и големината на бюджета?
Маркетингът е проучване на пазара – за пускане на нов продукт, за утвърждаване позициите на вече съществуваща стока или услуга или за намиране на пазар (купувачи) на вече излязъл на пазара продукт.
Подобно на 4Р в маркетинга съществуват и 4С и 7S – това са все елементи на маркетинга свързани със създаването и реализирането на даден продукт.
Маркетинг миксът служи като основа при:
- разработването, избора и реализацията на маркетинговата стратегия;
- разработването и използването на маркетинговите планове;
- разпределението на средствата от маркетинговия бюджет по видове дейности;

На всеки от съставните елементи на маркетинг-микса съответства политика /стратегия и тактика/:
- продуктова /стокова/ политика;
- ценова политика;
- пласментна политика;
- комуникационна политика.

## Дефиниции
Маркетинг – управленска функция за оптимизиране на връзката „търсене – предлагане“ и за проявлението ѝ на пазара; вид стопанска дейност за извършване на специализирани пазарни проучвания, разработки и за предоставяне на консултантски услуги. Бива пасивен – отговарящ на пазара, и активен – въздействащ на пазара; за инвестиционни, хранителни и промишлени стоки, за интелектуални продукти и услуги.
| „                                   | Маркетинг е практиката за разбирането на нуждите и желанията на клиентите, откриването или създаването на продукти/услуги, които отговарят на тези нужди и желания, комуникирането на тази информация междувътрешно в организацията която трябва да създаде и достави този продукт/услуга и външно към клиентите за които те са предназначени, така че те ще ги желаят и закупят. | “ |
| - Джон Мариоти, „Marketing express“ | |   |

„Процес, чрез който компаниите създават стойност за клиентите и изграждат с тях силни взаимотношения, за да могат също да получат стойност в замяна“. - Филип Котлър, американски експерт по маркетинг и мениджмънт, консултант.
„Маркетингът е процес за влияние, с чиито инструмент се създават нови вярвания, и/или се провокират нови потребителски нагласи, които e възможно и да не са съществували до този момент и могат да бъдат разменени срещу определена стойност“. – Николай Петканов, български предприемач, общественик и експерт по дигитален маркетинг.
„Маркетингът е позициониране на даден продукт (стока, услуга, идея) на целеви пазар, посредством различни стратегии и тактики, с които ние убеждаваме даден потребител да изпита желание да използва нашето решение, за да задоволи възникналата нему потребност и след това да създадем продължителни взаимоотношения с клиента, с които да увеличим пределната полезност от неговото използване на предложеното от нас благо и в замяна на това –получената за нас стойност“. – Любомир Цанев, български журналист и експерт по маркетинг и продажби.

## Цел
| „            | Целта на маркетинга е да направи продаването свръхобилно. Целта на маркетинга е да разбере потребителя толкова добре, че продуктът и услугата да му паснат така, че сами да се продават. В идеалния случай маркетингът трябва да доведе до потребител, който е готов да купи | “ |
| Питър Дракър | |   |

| „ | Маркетинг е система от функции на управление, чрез която се организира и направлява съвкупността от дейности, свързани с оценяването на покупателната способност на потребителите, с нейното превръщане в реално търсене на определена стока или услуга, а също и с придвижването на тази стока или услуга към купувача или крайния потребител, за да се постигне определена печалба или някаква друга цел на фирмата.“ | “ |
| Определение на английския Институт по маркетинг от 1965 г., прието от междудържавната Организация за икономическо сътрудничество и развитие (ОИСР) | |   |

## Управление на маркетинга
- Американската маркетингова асоциация предлага следната управленска дефиниция (1985): „Маркетингът е процес на планиране и изпълнение на концепция, ценообразуване, лансирането на идеи, стоки и услуги, за да се създаде размяна, която ще задоволи индивидуалните и организационните цели“.

| „            | „Управлението на маркетинга е изкуство и наука за прилагане на основните маркетингови понятия за избор на целеви пазари и привличане, задържане и увеличаване на броя на потребителите чрез създаване, предлагане и предаване на по-висока стойност за клиента.“ | “ |
| Филип Котлър | |   |

## Проблеми при продаването на продукти в Интернет
За успешното продаване на различни продукти в Интернет се използват различни стратегии, които подтикват или предразполагат посетителите да купуват. Ако не се спазват определени „закони“, може никога да не осъществите продажба. Трябва да се стремите да не допускате нито един от тях да е сгрешен, защото само в съвкупност правят един сайт добре организиран. За какви проблеми става въпрос? Например като:
- лош дизайн
- подбиране на лош текстов формат
- прекалено много реклами
- използване на прекалено много ефекти
- липса на лични данни/начини за връзка
- неподходящо подреждане на информацията
- прекалено много излишни обяснения за продукта, които не вълнуват купувача
- бавно зареждане
- липса на мета тагове и описание (Google Adwords се използва за подбор на ключовите думи)
- трудна навигация

Как да избегнем подобни грешки?
Преди да стартирате сайта, седнете и помислете за визията на вашия сайт и начина, по който ще предоставите информацията на клиента. Презентацията на информацията е много важен елемент при продаването онлайн. Всеки детайл трябва да бъде обмислен и да се избере най-добрия начин на подреждане. Ето и един малък пример – за да създадете доверие у клиента е добре да оставите лични данни.